# 旗幟鮮明に動乱に反対せよ
旗幟鮮明に動乱に反対せよ（きしせんめいにどうらんにはんたいせよ、中国語: 必须旗帜鲜明地反对动乱）とは、1989年4月26日に中国共産党中央の機関紙『人民日報』の第1面に掲載された社説。胡耀邦元党総書記死去を契機に、デモ活動を行う学生達の行動を動乱と決定付けたもの。発表された日付から四・二六社説とも呼ばれる。

## 概要
1989年4月25日に開かれた中国共産党中央政治局会議で、北京市当局の責任者である李錫銘書記、陳希同市長らの報告を真に受けた鄧小平（党軍事委員会主席）の談話をベースに書かれた。通常、人民日報の社説は担当の論説委員が書くが、この社説は李鵬国務院総理が胡啓立（党政治局常務委員）に命じて曽建徽（党中央宣伝部副部長）と袁木（国務院報道官）に書かせたものを送りつけている。
社説は北朝鮮訪問前に趙紫陽総書記が示した「3項目意見」は全く反映されず、胡耀邦の追悼を機に全国で起こっている学生たちの活動を「ごく少数の人間が下心を持ち」、「学生を利用して混乱を作り出し」「党と国家指導者を攻撃し」「公然と憲法に違反し、共産党の指導と社会主義制度に反対する」と位置づけ、「断固として反対しなければならない」と呼びかけた。
社説はまず4月25日夜に新華社、中国中央電視台が放送し、翌26日に『人民日報』を含む全国の主要新聞が掲載した。
翌日の4月27日、江沢民上海市党委書記（当時）は党員1万人を集めて社説の精神を学習し、動乱を静止するよう求めた。北京でも党員幹部大会が開かれ、首都の安定を維持しなければならず、李錫銘が学生たちは文革をやり、動乱を作っていると批判した。
学生たちは自分たちの行動が動乱であると否定されたことに反発し、一旦は沈静しかかっていた学生運動が再び勢いを盛り返しただけでなく、一般人からの支持を集めることになった。